# Dygowo
Dygowo [dɨˈɡɔvɔ] (tiếng Đức: Degow) là một ngôi làng ở huyện Kołobrzeg, West Pomeranian Voivodeship, ở phía tây bắc Ba Lan. Đó là chỗ ngồi của gmina (khu hành chính) được gọi là Gmina Dygowo.
Nó nằm khoảng 11 kilômét (7 mi) về phía đông của Kołobrzeg và 110 km (68 mi) về phía đông bắc của thủ đô khu vực Szczecin.
Làng có dân số 1.549 người.